# Blaveta-1
Blaveta-1 es un cultivar de higuera de tipo higo común Ficus carica, unífera (con una sola cosecha por temporada, los higos de otoño), con higos de epidermis de color de fondo negro azulado (sobre todo cuando está plenamente maduro) con sobre color azul rojizo. Se cultiva en la colección de higueras de Montserrat Pons i Boscana en Llucmajor, Islas Baleares.

## Sinonimia
- „sin sinónimo“,[4][6][7]

## Historia
Actualmente la cultiva en su colección de higueras baleares Montserrat Pons i Boscana, rescatada de un ejemplar o higuera madre localizada en el predio de "es Rafalet" en el término de Llucmajor. El esqueje fue proporcionado por Pedro Maimó, pero desconociendo el nombre de la variedad.
La variedad 'Blaveta-1' no es muy conocida ni cultivada, y debe su nombre al color azulado de la piel (Blava:Azul, en catalán), sobre todo al final de la maduración.

## Características
La higuera 'Blaveta-1' es una variedad unífera de tipo higo común. Árbol de vigorosidad mediana, con copa torneada, densa de ramaje esparcido y follaje regular, con emisión de rebrotes nula. Sus hojas son de 3 lóbulos y de 1 lóbulo, ambas prácticamente en la misma proporción. Sus hojas con dientes presentes márgenes serrados, con un ángulo peciolar obtuso. 'Blaveta-1' tiene mucho desprendimiento de higos, un rendimiento productivo medio y periodo de cosecha medio. La yema apical cónica de color verde amarillento.
Los frutos de la higuera 'Blaveta-1' son higos de un tamaño de longitud x anchura:27 x 31mm, con forma urceolada casi esférica, que presentan unos frutos pequeños, simétricos de forma, uniformes de dimensiones que no presentan frutos aparejados ni tienen formaciones anormales, de unos 16,140 gramos en promedio, de epidermis con consistencia blanda, grosor de la piel mediano, con color de fondo negro azulado con sobre color azul rojizo. Ostiolo de 2 a 3 mm con escamas pequeñas rojizas. Pedúnculo de 3 a 5 mm cilíndrico rojo oscuro. Grietas ausentes o poco marcadas. Costillas prominentes determinantes para la variedad. Con un ºBrix (grado de azúcar) de 21 dulce, con color de la pulpa rojo anaranjado. Con cavidad interna grande, con aquenios pequeños en gran cantidad y sabrosos. Los frutos maduran durante un periodo de cosecha medio, de un inicio de maduración de los higos sobre el 28 de agosto a 28 de septiembre. Rendimiento productivo medio y periodo de cosecha medio.
Se usa como higos frescos y secos en alimentación de ganado porcino y ovino. De fácil abscisión de pedúnculo y mucha dificultad de pelado. Bastante resistentes a las lluvias y a la apertura del ostiolo. Mediana resistencia al desprendimiento.

## Cultivo
'Blaveta-1', se utiliza como higos frescos y secos en alimentación de ganado porcino y ovino. Se está tratando de recuperar de ejemplares cultivados en la colección de higueras baleares de Montserrat Pons i Boscana en Llucmajor.